# Saccharopolyspora spinosa
Saccharopolyspora spinosa és una espècie de bacteri que va ser aïllat d'un molí de sucre per a fer rom. Té hifes de color rosades groguenques que porten llargues cadenes d'espores encastades en làmines espinoses. La soca tipus és A83543.1 (= NRRL 18395).